# Filgueiro (Bóveda)
Filgueiro es una localidad del municipio de Bóveda, en la provincia de Lugo, España. Pertenece a la parroquia de Martín y se encuentra muy cerca del límite con el municipio de O Saviñao.
Se encuentra a 565 metros de altitud junto a la sierra de Couso. En 2022 tenía una población de 5 habitantes, 2 hombres y 3 mujeres.